# Industries du Nord-Pas-de-Calais
L'actuel territoire (et sous-sol) du Nord-Pas-de-Calais a durant plus d'un siècle joué un rôle important dans l'histoire industrielle française et européenne, notamment en raison de ses ressources en charbon, de son réseau de canaux, de ses ports et de sa situation géographique. 
Un tissu universitaire riche en écoles d'ingénieurs et grandes écoles a probablement aussi favorisé ce développement qui s'est organisé autour de trois grands pôles : textile, charbon/carbochimie, et métallurgie.  Ces pôles ont connu à partir des années 1970 une longue suite de restructuration, de conversion et un déclin (terminé par une quasi-extinction d'activité pour ce qui concerne l'exploitation du bassin minier du Nord-Pas-de-Calais ; dont il ne subsiste qu'une exploitation du gaz de houille/grisou par Gazonor). 
La mutation de l'industrie vers les services n'a cependant pas été totale ; en dépit d'un net phénomène de désindustrialisation et de tertiarisation, la région reste en effet à la fin du XXe siècle l'une des plus industrialisées de France avec un tissu industriel localement dense pour ce qui concerne la métallurgie, automobile, chimie, papeteries (papier-carton), verreries, cimenteries, secteur de l'énergie (nucléaire, gazière principalement) industrie du bois et le secteur agroalimentaire et de la pêche industrielle (conserverie, plats préparés, etc.). 
Après la fin des Trente Glorieuses, alors que la mécanisation se développait et préfigurait l'avènement de la robotisation, le marché du travail a évolué et s'est peu à peu recentré sur les zones urbaine et tertiaires, ainsi que sur la fonction publique.
Pour encourager et accompagner les nouvelles mutations industrielles permises par l'association des nouvelles technologies de l'information et de la communication associées aux développement des énergies douces, propres et renouvelables et à une économie de service, une économie circulaire moins gaspilleuse de ressources pas, peu, difficilement ou coûteusement renouvelables, ainsi que le mouvement de transition énergétique, un Master plan dit « Troisième révolution industrielle », écrit en collaboration avec l'équipe de Jeremy Rifkin a été écrit en 2013, notamment porté par la Chambre régionale de commerce et d'industrie du Nord-Pas-de-Calais et le conseil régional.

## Histoire et tendances

### L'industrie régionale culmine au début des années 1930
Grâce au charbon, à une abondante ressource en eau et à une disponibilité en main d’œuvre peu payée, l'industrie lourde du Nord-Pas-de-Calais s'est rapidement développée de la fin des années 1700 la fin du XIXe siècle, principalement autour de trois secteurs moteurs :
- les charbonnages et la carbo-chimie, d'abord centrés sur le bassin minier,
- la métallurgie, qui s'est d'abord développée sur les bords de cours d'eau navigables dans le bassin minier (métaleurop, Umicore...), sur les bords de Sambre et dans le Valenciennois sur les bords de l'Escaut, puis sur le littoral à Dunkerque et Boulogne,
- le textile, principalement centré sur la métropole (Lille - Roubaix - Tourcoing) avec quelques pôles épars (Calais et sa dentelle, Armentières[5] et Saint-Omer où cette activité a toutefois plus rapidement décliné, etc.).

Le développement de l'industrie lourde et textile a culminé au début des années 1930 : 60 % de la population active travaillait alors pour ce secteur.

### Le déclin s'accélère au milieu des années 1950
L'affaiblissement de l'industrie régionale a coïncidé avec l'avènement de l'ère du pétrole abondant et bon marché, la fermeture de marchés privilégiés (Afrique du Nord) et avec l'ouverture progressive des frontières avec les autres pays européens et le reste du Monde.
Le déclin du poids de l'industrie lourde et régionale dans l'ensemble du pays a été assez régulier depuis 1954, notamment en termes d'emplois. Il s'est accentué sous l'effet de plusieurs facteurs : 
- le phénomène de la concurrence et de la mondialisation, croisé avec la robotisation  et la mécanisation notamment dans le domaine de l'industrie automobile et agroalimentaire ;
- la baisse régulière d'activité des industries textiles confrontées à la délocalisation des marchés de production vers des pays à bas salaires et un droit socio-environnemental plus laxiste ;
- une sensibilité croissante de certaines  industries de biens intermédiaires à la crise de l'énergie ;
- la part relativement faible des industries situées dans les marchés économiquement « favorables » : chimie fine, électronique/informatique.

### Années 1970-1980: un tissu industriel encore en déclin
| Effectifs aux 1.1. Nomenclature NAF | 1968  | 1970  | 1972  | 1974  | 1975  | 1976  | 1977  | 1978  | 1979(e) |
| ----------------------------------- | ----- | ----- | ----- | ----- | ----- | ----- | ----- | ----- | ------- |
| Effectifs salariés totaux           | 554,1 | 552,8 | 549,0 | 548,8 | 544,7 | 526,2 | 522,1 | 501,8 | 483,5   |

Le tableau ci-dessus indique l'évolution annuelle de l'emploi salarié et part régionale (unité : millier) ; (estimation)
L'industrie reste caractérisée par une forte représentation des industries énergétiques (les charbonnages comptaient encore 31 000 emplois début 1979) et consommatrice d'énergie (métallurgie, verrerie, papeterie... La sidérurgie, la fonderie et le travail des métaux ferreux fournissaient 80 000 emplois début 1979). 
Les industries de biens de consommation et les services associés (secteur tertiaire) se développent, valorisant parfois les savoirs et savoir-faire acquis dans le domaine de l'industrie houillère et métallurgique (« ingénierie, sécurité, organisation, traitement de données, contrôle qualité et analyses chimiques »... ). Les industries du textile et de l'habillement se maintiennent au prix d'importantes mutations (dont autour de la vente par correspondance, avec La Redoute, les 3 Suisses, Blancheporte, Vert Baudet, Damart, etc.) pourvoyant encore 110 000 emplois début 1979.
Les années 1980-90, la tertiarisation se poursuit avec un renforcement des industries de services (transports et logistique, grande distribution, vente par correspondance, sièges sociaux, centres de recherche et services aux entreprises, puis à partir de a fin des années 1990 autour de la constitution de pôles d'activité ou de « compétitivité » (Eurasanté, EuraTechnologies, plate-forme multimodale Delta 3 etc. alors que les Chambres de commerce et d'industrie (CCI) se regroupent également en pôles plus importants.
Des phénomènes de conversion et parfois de réindustrialisation ont été accompagnés par une dynamique de « recyclage foncier », avec environ 10 000 ha de friches industrielles à dépolluer et reconvertir dans la région, réhabilitées par l’établissement public foncier (EPF), en lien avec les collectivités concernées, la préfecture et le conseil régional. En raison de la périurbanisation, certains sites industriels dangereux ou pollués, autrefois isolés se sont retrouvés enserrés dans le tissu urbain. Ils font également peu à peu l'objet de réhabilitations environnementales, souvent avec l'aide de l'EPF.

## Séquelles environnementales
L'industrie (l'industrie lourde notamment) a laissé de graves séquelles en termes de pollution des sols, de pollution de l'eau, et donc de santé environnementale. Ces séquelles sont en partie traitées par l'EPF, l'Agence de l'eau Artois-Nord-Picardie, le BRGM, l'Ademe, sous l'égide de la DIREN devenue DREAL.
Vers 2010, le BRGM avait identifié en région Nord-Pas-de-Calais environ 550 sites pollués, soit 13,6 % des sites recensés dans l’inventaire national (BASOL), provenant surtout de la sidérurgie et du travail des métaux.